# Туркестански сеносъбирач
Туркестански сеносъбирач (Ochotona rutila или Червен сеносъбирач) е зайцевиден бозайник от род Сеносъбирачи обитаващ високопланинските райони на Памир и Тян Шан.

## Разпространение и местообитания
Туркестанските сеносъбирачи обитават района на Памир в Таджикистан и Тян Шан в Узбекистан, Киргизстан, Казахстан и Синдзян-уйгурския автономен регион на Китай. Видът се среща и в райони на северната част на Афганистан. Обитават планините на надморска височина 2000 - 3000 метра. Срещат се два екологични типа определящи и начина им на живот, въпреки че понякога се припокриват. Първите обичат скалисти склонове, където да се крият, а вторите смърчови гори и ливади, където да копаят дупки с ходове.

## Описание
Общата дължина на този вид е 19,6 и 23 cm. Тежат от 100 до 400 грама.

## Начин на живот
Активни са през деня обикновено сутрин и в здрач.

## Хранене
Туркестанските сеносъбирачи са изключително растителноядни. Консумират всевъзможни цветове, зелени листа и младите филизи на треви и други растения.

## Размножаване
Туркестанските сеносъбирачи образуват сезонни моногамни двойки с изразена териториалност. Чифтосването е през пролетните и летните месеци. Раждат по два пъти от две до шест малки. Полова зрялост настъпва на около година. Продължителността на живот е около три години, но има екземпляри оцеляли до шестата си година. Около 22% от новородените оцеляват след втората си година от живота.

## Неприятели
Туркестанските сеносъбирачи са жертва на лисици, хищни птици, невестулки и други дребни хищници.